# 板まんだら事件
板まんだら事件（いたまんだらじけん）とは宗教の問題と審判権の限界について争われた日本の訴訟。

## 概要
創価学会が本尊を安置する正本堂建立のために資金を募り、創価学会員17人が1965年10月に最高200万円、計541万8805円を寄付した。この正本堂は1972年に完成したが、後に創価学会を脱退した17人は「本尊とされている板本尊（板まんだら）は日蓮聖人の手によるものではなく偽物」であり、錯誤による寄付は無効として寄付金の返還を求める訴訟を起こした。
1975年10月5日に東京地方裁判所は「板まんだらの真偽などの争いの前提となっている事柄は、宗教の本質である信仰に直接かかわる」として訴えを却下。1976年3月30日に東京高等裁判所は「宗教上の行為でも、それに伴って財産上の権利に紛争が起きた場合は裁判所の審判の対象になる」と一審の却下判決を取り消して、一審での審理やり直しを命じる判決を言い渡し、創価学会は上告した。
1981年4月7日に最高裁判所は「裁判所が審理できる対象は、法律の適用により、終局的に解決することができるものに限られる。本件訴訟は信仰対象の価値または宗教上の教義に関する判断なしには解決不可能で、訴えは不適法で却下すべき。」との判断を示して、「審理の対象となる」とした控訴審判決を破棄の上控訴を棄却し、一審の訴えを却下する判決が確定した。寺田治郎は「訴えを適法と認め、審理の中で請求棄却の判決をすべき」とする意見を述べた。